# Cygnus Mass Simulator
Cygnus Mass Simulator — масс-габаритный макет космического грузовика Сигнус. 21 апреля 2013 года был выведен на орбиту первым испытательным пуском частной ракеты-носителя «Антарес». Запуск был осуществлён со стартовой площадки LP-0A Среднеатлантического регионального космопорта на острове Уоллопс.
Масса макета (≈3800 кг) соответствовала массе разрабатываемого компанией Orbital Sciences Corporation космического грузовика Сигнус. Макет был выведен на орбиту 250×300 км с наклонением 51,6 градусов.
Вместе Cygnus Mass Simulator в космос также отправились четыре наноспутника компании Andrews Space, три из которых, Alexander, Bell, Graham, созданы по программе NASA PhoneSat и используют в качестве бортового компьютера обычный смартфон.
Запуск макета стал очередной вехой в программе COTS — программе НАСА по доставке грузов и экипажа на Международную космическую станцию с помощью частных компаний.